# Història de Palamós
La vila de Palamós, al ben mig de la Costa Brava, és un municipi que té ben determinada la data de la seva fundació i aquest article descriu els fets més assenyalats de la seva història.

## Antecedents
El dolmen del Montagut a l'extrem nord del terme de Palamós és l'evidència del passat neolític d'aquestes contrades i les restes del poblat ibèric a l'extrem de llevant de la platja de Castell són el testimoni de la presència indígeta, entre els segles VI aC. i I aC. També hi ha restes romanes en diferents punts del terme, com a Palau (mas Salvà), al castell de Sant Esteve a la Fosca, al mas Guàrdies i en diferents llocs dins el nucli urbà.

## Història

### La vila medieval
L'any 1277, el rei Pere II el Gran va comprar el castell de Sant Esteve de Mar, a la Fosca. Dins del seu terme hi havia una arrecerada rada on volia construir un port que donés cobertura al creixent comerç amb Itàlia i especialment amb Sicília, de la qual la seva esposa Constança n'era princesa.
La vila de Palamors -així és com l'anomenaven fins a principis del segle XV- va ser fundada el 3 de desembre de 1279 pel batlle general de Catalunya Astruc Ravaia precisament per a mantenir i defensar aquell incipient port. En la Carta-pobla el rei ofereix als nous pobladors espai per a construir la seva llar lliure de qualsevol servitud i tot un seguit d'avantatges, entre elles un mercat setmanal cada dimarts que encara avui dia se celebra. El batlle general nomena a Arnau sa Bruguera primer batlle d'un nou ens, la Batllia de Palamós, que a part de la vila tindrà jurisdicció sobre Vila-romà (Sant Joan de Palamós), Vall-llobrega i Calonge.
La nova vila i el seu port seran a partir d'aquest moment un element estratègic de primera magnitud. Tant és així que només sis anys després de la seva creació, el 1285, Palamós va ser pressa per l'esquadra francesa per a donar suport logístic a les tropes del rei Felip III l'Ardit que assetjaven la ciutat de Girona. L'actuació de l'esquadra de l'almirall Roger de Llúria va ser fulminant, destruint completament l'esquadra francesa en la famosa batalla de les Illes Formigues.
No és fins a la meitat del segle xv quan es construeix el primer moll de pedra i la paret de defensa. El moviment portuari és tan important que es considera el port de Palamós com el segon de Catalunya. Al llarg del segle xv i bona part del XVI és interessant esmentar el comerç d'esclaus procedents del nord d'Àfrica.

### La parròquia de Santa Maria de Palamós
Malgrat que el rei Alfons III el Benigne l'any 1334 va donar permís per a reservar un espai per a la construcció d'una capella dedicada a Santa Maria, l'aferrissada oposició dels habitants de Sant Joan de Palamós ho va impedir i no és fins al 1371 quan el bisbe de Girona Jaume ça Tria concedeix lliçència per a construir una capella dedicada a Santa Maria, amb certes limitacions per prevenir possibles perjudicis a la parroquial de Santa Eugènia de Vila-romà.
Al 1428 la vila aconsegueix tenir parròquia pròpia, segregant-se de la de Santa Eugènia de Vila-romà, i el 1434 s'inicia la primera fase de la construcció de l'actual església parroquial de Santa Maria de Palamós, que continuarà en una segona fase el 1521, amb el mecenatge de la comtessa de Palamós Elisabet de Requesens.
Pel que fa a l'església, cal destacar que l'any 1742 dues fragates angleses bombardejaren la vila, causant grans destrosses en el teulat, en capelles laterals i en el campanar. També cal esmentar la construcció de la capella Fonda amb el mecenatge de la comtesa de Palamós Ventura Fernández de Córdova. El 1769 es va acabar i s'hi col·locà l'escut policromat dels comtes.

### El comtat de Palamós
Al 1484 el rei Ferran II el Catòlic va premiar el seu capità general de l'armada, Galceran de Requesens, atorgant-li la Batllia de Palamós amb el títol de comtat. Els habitants de Palamós que havien rebut del rei Pere II el Gran i dels seus successors garanties que sempre estarien lligats a la corona, no ho acceptaren de bon grat i es varen oposar a que el nou comte en prengués possessió fins no haver jurat respectar els privilegis reials que tenien concedits. Després d'un estira i arronsa de dos anys finalment el comte va acceptar i els palamosins li obriren les portes de la vila. Galceran de Requesens es va interessar pel port, fent-lo arranjar per tècnics de la ciutat de Barcelona.
El comtat subsistirà fins a l'abolició dels senyorius a Espanya, l'any 1837, però no el títol de comte de Palamós que encara existeix i ara pertany al 24è de la llista.

### Pirates i captius
Des de l'antiguitat, les costes catalanes han estat exposades als pirates, per això els masos més propers al mar eren proveïts de torres de defensa. Els segles XIII al XV la supremacia naval catalana va reduir considerablement la presència de naus hostils, però a partir del segle xvi fins al XIX les nostres costes foren senyorejades per naus turques, del nord d'Àfrica i finalment angleses, que generalment deixaven fer a les naus mores. Malgrat que els pobles costaners havien establert un servei de guaita i correu per avisar de la presència de naus sospitoses, hi ha enregistrats centenars d'atacs a petits llaguts de pescadors de Palamós, quasi sempre amb el resultat de captura i segrest. Com a resultat, moltes famílies quedaren arruïnades en vendre el seu patrimoni per a pagar el rescat dels seus familiars esclavitzats al nord d'Àfrica.

### Primera destrucció de Palamós
L'esquadra turca de Barba-rossa, després de passar per la ciutat de Niça i destruir les viles de Cadaqués i Roses, va assaltar Palamós el 5 d'octubre de 1543. Malgrat l'ajut de dos cents homes de Palafrugell, entre els que hi havia el batlle i el sagristà, els pirates destruïren i cremaren la major part de les cases, així com les esglésies parroquials de Palamós i Vila-romà i la capella de Nostra Senyora de Gràcia a sa Punta. El notari Brugarol de Palafrugell va aixecar acta de tot allò que va veure personalment, donant detalls de les dantesques escenes trobades dins la vila quan el pirates es retiraren. Homes empalats i cremats, esquarterats i morts per a tot arreu, el notari expressa el seu dolor tot dient ...tant gran destruccio e ruhina feren e an feta en dita vila que sols en mentarla no ha cor de cristià que no plore gotas de sanch. Al tercer dia l'esquadra turca, formada per vint galeres i dues fustes, va continuar viatge cap a la Vila Joiosa. El desastre de Palamós va ser conegut arreu i fins i tot el papa Pau III va intervenir per ajudar a retornar la vila a la normalitat. Molts habitants varen fugir i un gran percentatge no tornaren mai més, es quedaren a viure pels pobles veïns.

### El convent dels Agustins
El 1507 es va iniciar la construcció de la capella de Nostra Senyora de Gràcia a sa Punta, en el lloc més enlairat de Palamós, ara desaparegut i convertit en pedrera d'on es va extreure la pedra per a construir el Moll Nou, actual moll comercial. A la meitat del segle xvi hi habitava l'ermità fra Damià Marruffo de l'ordre de Sant Jeroni de la Murtra, que va agafar protagonisme el mes de maig de 1543, quan l'emperador Carles I va desembarcar al port de Palamós per a continuar viatge cap a Gènova. Fra Marruffo el va visitar i convidar a dinar a l'ermita, gest que va acceptar l'emperador, pujant a sa Punta i gaudint de la preciosa panoràmica. És en aquesta estada a Palamós quan l'emperador va escriure al seu fill Felip II les famoses instruccions. El 1568, després d'un intent fallit a Sant Feliu de Guíxols, una comunitat de frares de Sant Agustí s'instal·la a l'ermita per a construir-hi un monestir, fundant així el convent de Nostra Senyora de Gràcia. Va quedar completament destruït un any després de l'assalt francès de 1694 i els frares es varen redossar a l'hospital dels pobres. A partir de 1724, amb finançament de l'Ajuntament i de la comunitat agustina, comencen la reconstrucció del convent en el mateix lloc. L'any 1741, després d'haver alçat moltes parets, varen rebre l'ordre reial de suspensió dels treballs per haver destinat aquell lloc a usos militars. No havent cap altra solució, per manca de diners, els frares arriben a un acord amb l'Ajuntament per transformar l'hospital en el segon convent. Aquest nou convent subsistirà fins a la desamortització (1836) convertint-se en una fàbrica de taps de suro, El Convento S.A. Actualment, al Pedró s'ha alçat el Parc del Convent dels Agustins amb les restes dels antics edificis.

### La Pesta
El 1650 hi havia pesta a Barcelona en ple assetjament de les tropes castellanes del rei Felip IV. Dos anys més tard, va arribar a Palamós. Amb el primer enterrament, el 26 de març de 1652, es varen tancar les portes de la vila i no es tornaren a obrir fins al 7 de setembre del mateix any, però amb una sèrie de condicions de quarantena. Ja des de l'inici, la quantitat de morts fou tan important que el rector va deixar d'anotar les partides d'enterrament, per això es desconeix el nombre de baixes. Al principi de 1653 el rector va beneir un tros de terreny a l'Arenal, fora dels murs, on diu hi havien enterrats entre 300 i 400 cossos, possiblement més de la meitat de la població de Palamós. En acció de gràcies es va establir que cada any, perpètuament, per la Mare de Déu de setembre es faria una processó a la capella de Santa Maria de Bell-lloc de Palamós. Després d'uns anys sense celebrar-se, a partir de l'any 1992 es va tornar a editar l'aplec i el vot de vila.

### Murs i defenses
A rel del sagnant atac dels turcs del 1543, es va accelerar la construcció de muralles i baluards per a encerclar completament la vila, deixant dues portes, la de mar a la Planassa, i la de terra o de la bassa, a la plaça dels Arbres. Les guerres contra França i Espanya de la meitat del segle xvii varen convertir Palamós en una important plaça d'armes, amb soldats de molt diversa procedència, espanyols, napolitans, flamencs, irlandesos, alemanys, allotjats dins i fora de la vila en quarters i en cases particulars. El governador de la plaça era un general d'infanteria o de cavalleria i un mestre de camp n'era la màxima autoritat militar. Per a completar les defenses, al llarg de la segona meitat del segle xvii es construeix una ciutadella a la part més alta de sa Punta i com que en aquest lloc ja hi havia el convent dels Agustins es va haver d'arribar a un compromís entre militars i frares, consistent en deixar el convent al mig de la ciutadella.
Tots els murs, els baluards i fossats i la ciutadella amb el convent foren destruïts pels francesos l'any 1695 per assegurar una ràpida ocupació en futures incursions.

### Segona destrucció de Palamós. Guerra dels nou anys
El 1694, el mariscal francès Noailles va envair l'Empordà. Després de rendir Verges i Torroella de Montgrí i d'haver travessat el riu Ter, restaven dues places fortes en el seu camí cap a Barcelona, Palamós i Hostalric, que les tropes espanyoles havien abandonat a la seva sort. L'exèrcit francès amb uns 12.000 a 15.000 soldats d'infanteria i uns 5.000 de cavalleria va començar l'atac a Palamós el dia 30 de maig, coneixent molt bé l'interior de la vila per haver-hi estat de guarnició entre 1643 i 1652. En front tenien entre 3.000 i 4.000 soldats, la major part del Terç de Napolitans. La batalla fou tan aferrissada, amb tantes baixes per part del bàndol francès, que no fou fins al dia 8 de juny quan prengueren la vila a l'assalt. Necessitaren dos dies més per a rendir la ciutadella on s'havien replegat uns 1.400 soldats supervivents. La defensa de la vila fou tan heroica que en commemoració el rei francès Lluís XIV va fer batre una moneda amb la llegenda Palamo vi capta.

### La gran recessió delseglexviii
Les despeses assumides pel Comú de la vila des del 1639 fins a la destrucció de Palamós per l'exèrcit francès foren tan enormes que no podien fer front als pagaments de rèdits ni a les amortitzacions dels préstecs, llavors empraren un sistema rotatiu de tres anys amb els diners recaptats pels impostos, el primer any pagaven rèdits, el segon amortitzaven capitals per sorteig i el tercer any es cobrien les despeses de la vila.
Ja a l'any 1639 la vila va haver d'enviar 35 veïns com a soldats ben proveïts al camp de Perpinyà i al setge del castell de Salses per a combatre els francesos, mentre els soldats espanyols eren dins la vila per a defensa-la, mantinguts, ells i cavalls, pel poble. Amb la Guerra dels Segadors tot va seguir igual, només canviant els castellans pels francesos i enviant soldats veïns de Palamós a lluitar contra les tropes espanyoles al camp de Tarragona. El 1652, una vegada rendida Barcelona al rei castellà, es varen tornar a canviar les tropes dins i als voltants de la vila, en comptes de francesos eren irlandesos, alemanys, flamencs, napolitans, milanesos i castellans, sempre pagant la vila la major part de la despesa, incloent l'alt salari del governador de la plaça, així com els allotjaments dels oficials en les millors cases particulars dels palamosins, pagant-los fins i tot la llenya a l'hivern. Tot va seguir així fins a la presa de Palamós el 1694.
Quan esclata la Guerra de Successió, altra vegada els francesos atacant, però ara amb la vila sense defenses. En pocs anys, des del 1705, la vila canvia de mans moltes vegades, entre partidaris del francès Felip V i de l'austríac Carles III. Dragons alemanys, tropes holandeses i suïsses, granaders de Valladolid, dragons belgues, un gran ventall de diferents exèrcits entra i surt de la vila, que torna a tenir allotjaments i ja està completament espremuda. A partir de 1715, amb la retirada de Carles III de la confrontació, s'inicia un llarg període de pau, malauradament trencat l'any 1742, quan dues fragates de guerra angleses bombardegen Palamós durant la Guerra de Successió Austríacaen represàlia per haver ajudat a un pinc francès perseguit per un corsari anglès. Algunes fonts xifren en més de 2.000 les canonades que impactaren principalment a les cases més properes al port i en especial a l'església. L'any 1720 a Palamós només hi viuen unes 400 persones i tan sols resten dempeus 140 de les més de 350 que tenia abans de l'atac de Noailles.
Al llarg de la primera meitat del segle xviii, un elevat percentatge de veïns va marxar cap a altres pobles o embarcant-se a la marina de guerra o en vaixells mercants, quedant a Palamós els homes més grans, les dones i els infants, carregats de deutes i amb la majoria de les seves cases enrunades. Les condicions de vida eren deplorables, un informe diu ...Es vergonyós veure que tots els d'una casa van a captar, havent a Palamós més pobres que a Girona. Algunes cases, alguns dies, fant caritat perquè aturdeix veure tal cosa. Després van als marges i camps i cullen qualsevol herba per a menjar, cuinant sense oli, ni pa, ni vi, agafant malalties. Es vergonyós veure’ls despullats, gent que abans vivien pescant i han perdut tot el que tenien.

### Tapers
En la partida del baptisme de Maria Botet i Bartra, celebrat a la parròquia de Santa Maria de Palamós el 20 d'abril de 1740, figura com a padrí Pere Ballet, taper, de pares francesos. És sens dubte un dels primers tapers de la comarca o tapiers, com els anomenaven, d'arrel francesa. Altres dels primers tapers foren Segimon Vila natural de Tona (1745) i Antoni Molinet nascut a Agullana (1752). En pocs anys, el 1763, apareixen empresaris fabricants de taps, Josep Marquès i Joan Roca de l'Escala, i transportistes, el patró Josep Duran de Palamós que porta galda del mas Juny i uns milers de taps de suro a Marsella. Malgrat aquest ràpid inici de la indústria surera a Palamós, no és fins un segle més tard quan es tradueix amb un gran creixement, tant d'habitants com econòmic, i amb el naixement de diverses societats culturals, recreatives i polítiques -casino La Unión (1855), Centre Económico (1887), Centre Republicà Federal (1893), casino El Puerto (1903) i cooperativa La Equitativa (1887)- i amb una gran millora en els serveis, com les xarxes noves de gas acetilè (1901), d'aigua corrent (1908) i d'electricitat (1910). És també quan es construeixen les cases senyorials, villa Júlia (1886), casa Roger-Ribera (~1908), parc de Miquel Matas (~1897), fàbrica torre Remigi Tauler (~1893), casa Pau Matas-Vincke (~1891), casa Gubert-Costart (~1907), xalet Montaner (1893), xalet del Pedró (1914) i villa Toneta (~1900) i altres edificis, cooperativa La Equitativa (~1905), cine Palacio de las Ilusiones cinematógrafo Pedro Tur (1906) i nou cine Ideal (1913), teatre Carmen (1912), banca Ribera (~1895) i el nou Ajuntament (1906), regal de Josep Mauri Vilar a la vila.
En mig d'aquest context és quan neixen les dues grans empreses sureres de Palamós. La primera d'elles, Martí Montaner, fou creada el 1889 per Martí Montaner i Coris, que es transforma en Martí Montaner y Cia. (1909) i en morí en Martí el 1926 la propietat passa als seu fills amb el nom Indústrias Corcheras Montaner S.A. (1927). La segona gran empresa va néixer com Berthon y Delibes (1907) que es transformà en la Corchera Internacional S.A. (1912), que es va vendrem a Manufacturas de Corcho S.A. (1920) i finalment es transformà en Manufacturas de Corcho Armstrong S.A. (1930). En certes èpoques la Corchera diuen que va arribar a tenir cap a 4.000 treballadors.
La Primera Guerra Mundial (1914-1918) va truncar de soca-rel aquest benestar, enfonsant les indústries sureres malgrat haver cercat altres mercats. En poc temps es va passar de l'eufòria econòmica a l'acomiadament de milers de treballadors. La gran majoria va optar per anar-se'n. A la meitat de 1915 es calcula que havien abandonat la vila unes 1.500 persones. Els que es quedaren varen patir gana, per la manca de queviures i pels preus exorbitants. L'Ajuntament, el mateix any 1914, va posar en marxa la Cuina Municipal que es nodria exclusivament d'aportacions voluntàries. El moment més crític va ser a la setmana del 15 al 21 de maig de 1916, en què es varen servir fins a 2.522 dinars i 2.068 sopars corresponents a 839 persones. Aquest servei ja en declivi per la manca de recursos es va allargar fins a l'acabament de la guerra.

### Corsaris
La manca d'una efectiva marina de guerra reial que protegís les rutes comercials catalanes i que fes front al domini anglès en declivi en aquesta part de la Mediterrània, així com el creixent nombre de naus pirates algerianes, va ser el revulsiu perquè a la segona meitat del segle xviii apareguessin amb força naus corsàries en molts ports de Catalunya i les illes Balears. Antoni Barceló a Mallorca, Jeroni Basart a Sant Feliu de Guíxols, Francesc Llorens a Cadaqués, Francesc Llobet a Barcelona i Jaume Bru a Mataró en són una mostra de la seva proliferació. A Palamós, entre 1777 i 1782, sobresurt Martí Badia Caner, capità corsari del llondro Na. Sa. de Montenegro, del pinc El Valeroso amb 16 canons i 80 tripulants i de la balandra Vila de Reus amb 18 canons i 100 tripulants. En les seves incursions sovint l'acompanyava de segon el seu germà capità Constantí Badia i una bona part de la tripulació de Palamós. Va ser protagonista de nombrosos atacs victoriosos contra naus angleses, malteses i del nord d'Àfrica. El rei Carles III el va recompensar nombrant-lo alferes de fragata. Altre capità corsari de Palamós, Josep Bajandas, també va anar de segon amb en Martí Badia i va comandar el místic San Joseph l'any 1808. Finalment cal esmentar a Miquel Plana i Joanola, que entre 1801 i 1806+ fou capità del llagut corsari El Activo de 30 tones.

### Drassanes
La construcció de vaixells va lligada a la vila des de la seva fundació, així com els oficis relacionats, mestres d'aixa, calafats, fusters, corders, boters, etc. Al llarg de l'edat mitjana les drassanes -generalment dedicades a la construcció de llaguts i a l'arranjament de naus en general- eren a la plaça de Sant Pere, que anomenaven plaça del drassenal. A la segona meitat del segle xviii, es varen traslladar a l'Arenal, a un tros de la Platja Gran ara ocupada pel brollador del passeig, on es construïen diversos tipus de naus, des de llaguts fins a bergantins i fragates. Quan el 1817 s'urbanitza el barri de la Platja o Eixample, es reserva un tros per a les drassanes, que ara situaríem a la plaça de Catalunya, per això el carrer López Puigcerver rebia el nom de carrer Astilleros.

#### Vaixells construïts a Palamós (1840-1863)
| Any  | Tipus           | Nom              | Tones | Mestre d'aixa   |
| ---- | --------------- | ---------------- | ----- | --------------- |
| 1817 | bergantí-goleta | San Sebastián    | 75    | Joaquim Moxó    |
| 1834 | bergantí        | Orestes          | 110   | Gaietà Oliver   |
| 1838 | pollacra        | Dos amigos       | 167   | Gaietà Oliver   |
| 1839 | bergantí        | Mentor           | 218   | Josep Moxó      |
| 1840 | bergantí        | Pepito           | 198   | Joaquim Moxó    |
| 1840 | bergantí        | Otelo            | 180   | Joaquim Moxó    |
| 1840 | pollacra        | Beatriz          | 125   | Joaquim Moxó    |
| 1841 | bergantí        | Arturo           | 180   | Joaquim Moxó    |
| 1841 | fragata         | Isabel I         | 605   | Joaquim Moxó    |
| 1842 | bergantí        | Salvador         | 148   | Gaietà Oliver   |
| 1847 | fragata         | Esperanza        | 410   | Josep Moxó      |
| 1847 | pollacra        | Joven Merceditas | 102   | Josep Moxó      |
| 1848 | bergantí        | Lepanto          | 245   | Josep Moxó      |
| 1848 | bergantí        | Prócer           | 148   | Josep Moxó      |
| 1848 | pollacra        | Anita            | 200   | Josep Moxó      |
| 1851 | pollacra        | Antonieta        | 227   | Gaietà Oliver   |
| 1851 | pollacra        | Mota             | 201   | Francesc Oliver |
| 1854 | barca bric      | Sant Josep       | 134   | Josep Moxó      |
| 1855 | bergantí        | Agapito          | 237   | Josep Pagès     |
| 1855 | pollacra        | Lesmes           | 152   | Francesc Oliver |
| 1855 | pollacra        | Victòria         | 242   | Josep Moxó      |
| 1855 | bergantí        | Palamós          | 220   | ?               |
| 1856 | pollacra        | Angelita         | 236   | Francesc Oliver |
| 1856 | bergantí-goleta | Nueva Estrella   | 78    | Josep Moxó      |
| 1857 | barca bric      | Bella Clara      | 408   | Francesc Oliver |
| 1857 | pollacra        | El Jaime         | 107   | Francesc Oliver |
| 1859 | bergantí        | Indústria        | 200   | Joaquim Moxó    |
| 1863 | bergantí-goleta | Agustina         | 93    | Francesc Oliver |
| 1864 | goleta          | Maria            | 206   | Josep Moxó      |

### Immigracions
La vila de Palamós, en els primers anys, va nodrir-se de gent de les parròquies veïnes i quan el seu port va començar a ser important, arribaven persones i famílies d'altres països de la mediterrània, especialment d'Itàlia, Grècia i la costa de llevant d'Espanya. Els cognoms, Prohio (Prohias), Orinos (Olivos), Macaio (Macaya), Esparagaro, García, en són l'exemple.
Al llarg dels segles xvi i xvii hi ha un flux continu d'homes del sud de França cercant feina. Fugen de les pèssimes condicions de vida dels seus llocs d'origen. Malgrat que desitjaven trobar treball, l'objectiu principal dels nouvinguts era casar-se amb una dona del país. Així es fa palès en el registres parroquials. Entre 1570 i 1650, en un 19% dels matrimonis el marit era francès.
Pel contrari, la primera meitat del segle xviii es caracteritza per una forta emigració fugint de la destrucció i la ruïna de les contínues guerres. El naixement de la indústria surera canvia ben aviat el sentit a immigratori.
La Guerra Gran (1794-1795) contra França provoca la fugida de les seves llars, de presa i corrents, de milers de veïns dels pobles de l'Alt Empordà més al nord de Roses i Castelló d'Empúries. Cap a 500 persones arriben a Palamós, quedant-se uns dos anys i retornant als seus pobles d'origen. Només es va quedar una petita part, aquells que ho havien perdut tot.
A finals del segle xix és quan s'inicien les grans immigracions. Comencen amb la construcció i inauguració (1887) del Tramvia del Baix Empordà. Maquinistes, fogoners i ferroviaris de diferents llocs on hi havia línies de ferrocarril, venen amb les seves famílies. Són de Mazarrón, la Corunya, Vinaced, Vistabella, Campillos, Alcanyís, entre d'altres.
En els primers anys del segle xx, la construcció del dic d'abric (1902), vulgarment Moll Nou, i molt especialment la forta demanda de treballadors de les grans empreses sureres provoca una allau de gent que ben aviat col·lapsa els habitatges i crea greus problemes sanitaris. Des de la inauguració del tren (1887) fins a l'any 1910, en plena eufòria surera, la vila augmenta la seva població un 146%, passa de 3200 a 7900 habitants. A partir del 1914 hi ha una gran davallada d'habitants, però acabada la Guerra Civil comença amb força una nova immigració iniciada a principis del segle xx, la dels pescadors d'arrossegament, que venen de diferents llocs de la costa Mediterrània, especialment de l'Ametlla de Mar la Cala, el Campello, Tarragona, Vinaròs, Cambrils, entre d'altres. A partir de l'any 1950, amb l'inici del turisme de masses i del boom de la construcció, es produeix la darrera gran immigració, la de centenars de famílies andaluses cercant treball i una millor qualitat de vida. Des del 1950 fins al 1965 arriben més de 1.200 persones, que representa un 14% d'increment en la població. Venen de les províncies de Granada (37%), Màlaga (20%), Jaén (17%) i Còrdova (10%), i essencialment de les poblacions de Lugros (8%), Pozo Alcón (8%), Campillos (7%), Montefrio (4%), Marchal (3%), Huesa (3%) i Otívar (3%).
Tantes immigracions al llarg dels segles, a part d'aportar riquesa a la vila, ha fet perdre en gran manera la seva memòria històrica. Quan acaben les grans immigracions, l'any 1965, només un 12% dels habitants tenen el pare nascut a Palamós. En canvi, hi ha algunes persones que tenen 12 i fins a 14 generacions a la vila.

### Les comunicacions. El tren. El port
A la segona meitat del segle xix, la vila de Palamós i els pobles veïns, davant l'embranzida que anava agafant la indústria surera i la economia en general, es preocupen per les comunicacions. Necessiten mitjans per rebre la matèria primera, el suro, i per donar sortida als seus productes, taps, discs, palies, aglomerat de suro.
A la dècada de 1850 s'acaba de construir la carretera de Girona a Palamós, però necessiten quelcom més ràpid i en més capacitat per a comunicar-se amb Europa i Amèrica. Per això neix el projecte d'enllaçar la major part del Baix Empordà amb el tren de via ampla a Flaçà, obra del palamosí August Pagès Ortiz, qui el va inaugurar el 1887. L 'Estat el va finiquitar el 1956, quan ja arribava a Girona i Banyoles.
Després de molts anys de tràmits, el 1902 es va posar la primera pedra del dic d'abric del port de Palamós, gràcies a importants ajuts de persones com Joaquín López Puigcerver, ministre i diputat, i Josep Tauler Servià, diplomàtic, fundador de Casa d'España de Londres i amic personal del rei Alfons XIII. El 1910 es va remodelar el moll comercial i cinc anys més tard es construeix l'escullera de la platja Gran, que pretenia impedir l'entrada de sorra de la platja de Sant Antoni de Calonge. El port de Palamós no ha parat d'evolucionar, com a port comercial, pesquer, esportiu i els darrers anys amb un fort increment en l'arribada de creuers turístics, que segurament forçarà la seva conversió en un port Schengen.
Dins el seu recinte hi ha:
El Club Nàutic Costa Brava. (des del 1967)
L'antic moll comercial ara moll pesquer d'arrossegament -famós per la coneguda gamba de Palamós- i d'encerclament, amb la llotja i l'Espai del Peix, i les passarel·les de les barques de pesca amb armellada i palangre.
El Museu de la Pesca que ocupa l'edifici de l'antic tinglado.
El nou moll comercial -antic dic d'abric construït a partir del 1902- pels vaixells mercants i per a la recepció dels moderns creuers turístics.
La vila de Palamós ha sabut trobar l'equilibri entre les quatre fonts de riquesa més importants que han aparegut en el seu camí: la indústria, el comerç, la pesca i el turisme, aglutinats essencialment pel seu port. Avui és un poble tranquil, conegut pels seus restaurants, on es pot menjar bé, i especialment per la gamba de Palamós.

## Naixement i desaparició de les cases emblemàtiques de Palamós
| Casa                             | Construcció | Desaparició       |
| -------------------------------- | ----------- | ----------------- |
| cine-teatre Carmen               | 1912        | 1978-1979         |
| cine Ideal                       | 1913        | 1938 (bombardeig) |
| cooperativa La Equitativa        | 1900-1905   | 1977 i 1993       |
| casa Gubert-Costart (Vincke)     | 1906-1907   | encara dempeus    |
| villa Júlia                      | 1886        | 1966              |
| parc de Miquel Matas             | 1897-1898   | 1959              |
| xalet torre Montaner             | 1893        | 1961              |
| casa Pau Matas (Vincke)          | 1891        | 1937 (bombardeig) |
| xalet del Pedró (Santiago Camós) | 1914        | 1970              |
| banca Ribera                     | 1893-1896   | encara dempeus    |
| casa Roger-Ribera                | 1908-1909   | 1973-1974         |
| fàbrica torre Remigi Tauler      | 1893        | encara dempeus    |
| villa Toneta                     | 1903-1904   | 1972              |

Els xalets i les cases foren construïdes per indians, negociants i empresaris del suro en els vint-i-cinc anys de l'època d'or de la indústria surera. L'esclat del turisme i l'especulació que l'acompanyava va destruir la major part d'elles en només vint anys (1959-1979).